# EICAR标准反病毒测试文件
EICAR标准反病毒测试文件，又称EICAR测试文件, 是由欧洲反计算机病毒协会（EICAR）与计算机病毒研究组织（CARO）研制的计算机文件，用以测试杀毒软件之响应程度。不同于使用可能造成实际破环的实体恶意软件，该文件允许人们在没有计算机病毒的情况下测试杀毒软件。
杀毒软件的开发者将EICAR字串视为测试病毒，与其他鉴别标识相似。合格的病毒扫描器在发现文件时，会精确地采用相同方式处置，如同发现一个严重的病毒时那样。注意并非所有病毒扫描器是合格的，有些病毒扫描器会在精确识别后保留文件。
EICAR测试字符的用法要比直接测试灵活：包含EICAR测试字符的文件会被压缩或者存档，并且杀毒软件会尝试删除压缩文件中的测试字符。

## 设计
这是一个仅有68或70字节的文本文件，组成的可运行于Microsoft Windows及类似环境（64位除外，如OS/2）的，名为COM文件的正常的可执行文件。运行时，EICAR测试字符会输出“EICAR-STANDARD-ANTIVIRUS-TEST-FILE!”并终止运行。测试字符被设计为包含ASCII可读字符的，容易为计算机键盘所生成。可用于程序自修改以运行于某一影响实施于测试字符的执行的技术因素。
EICAR测试字符内容为：
-{{{#parsoid\0fragment:0}}}-